# Іларій (Шишківський)
Архієпископ Іларій (справжнє ім'я Едуард Степанович Шишківський; 18 квітня 1969, Миколаїв, Українська РСР — 16 березня 2018, Київ) — архієрей УПЦ московського патріархату, з 17 листопада 2008 року єпископ Макарівський, вікарій Київської митрополії, голова Комітету з біоетики і етичних питань при синоді УПЦ МП, ректор Катехизаторсько-регентського духовного училища та іконописної школи Київської єпархії.

## Біографія
Народився 18 квітня 1969 року в Миколаєві в родині вірян. 9 червня 1969 року був хрещений у Миколаївському храмі на честь Всіх святих з ім'ям Іоанн.
1976 року почав вчитися у середній школі № 14 Миколаєва. 1980 року, після переїзду до Брянки Луганської області, перейшов у середню школу № 10, яку закінчив через шість років. Навчання продовжив у СПТУ № 18, яке закінчив із відзнакою у липні 1987 року.
З липня 1987 року до червня 1988 року працював у Ленінській геологорозвідувальній експедиції помічником бурильника.
19 червня 1988 року призваний до лав Радянської армії. Службу проходив в Саратові. Звільнений у запас 29 травня 1990 року.
1990 року вступив до Київської духовної семінарії.
1993 року закінчив її з відзнакою та вступив в Київську духовну академію, яку 1997 року також закінчив з відзнакою.
З 1996 року — викладач Київської духовної семінарії.
18 березня 1999 року успішно захистив кандиданьську дисертацію на тему «Релігійно-естетичні погляди Давньої Русі у досінодальний період» за яку удостоєний ступеня кандидата богослов'я.
1999 року призначений викладачем Київських духовних шкіл з богословських дисциплін «Моральне богослов'я», «Церковнослов'янська мова», «Релігійна етика» та «Православна еклезіологія».
З 1999 року — член Вченої ради Київської духовної академії та відповідальний секретар «Праць Київської духовної академії».
У священному сані з 2000 року.
У серпні 2000 року призначений керівником видавничого відділу Київської митрополії.
В 2001 року до Дня Святого Великодня з благословення митрополита Київського Володимира зведений у сан ігумена.
З 2002 року викладав курс «Основи християнської моралі» та очолював кафедру богослов'я, утворену на базі Україно-Азербайджанського інституту соціальних наук і міжнародних відносин ім. Г. А. Алієва у Міжнародній академії управління персоналом.
З березня 2003 року — член постійно діючої комісії з питань етики при Державному центрі імунобіологічних препаратів.
21 листопада 2003 року з благословення митрополита Київського Володимира зведений в сан архімандрита.
28 січня 2005 року призначений секретарем Вченої ради Київських духовних шкіл, 30 березня 2007 року — їх проректором.
10 червня 2007 року рішенням Священного синоду Української Православної Церкви Московського патріархату призначений секретарем синодального Навчального комітету.

### Архієрейське служіння
29 липня 2007 року митрополитом Київським Володимиром був висвячений в сан єпископа Сєвєродонецького та Старобільського у Трапезному храмі Києво-Печерської Лаври.
Рішенням Священного синоду УПЦ МП від 14 грудня 2007 року був переведений на Сумську кафедру.
8 травня 2008 року на черговому засіданні Український Священний синод заслухав пояснення єпископа Іларія та колишнього настоятеля Сумського Спасо-Преображенського кафедрального собору протоієрея Георгія Бавикіна та вирішив: «В ім'я Воскреслого Спасителя закликати обидві сторони до примирення на взаємоприйнятних умовах. У разі продовження конфлікту ухвалити відповідні рішення Священного Синоду на підставі канонічних правил Православної Церкви».
Синодальним рішенням від 11 листопада 2008 року була визнана винність протоієрея Бавикіна, забороненого в священнослужінні на три роки, а єпископ Іларій був переміщений на Херсонську та Таврійську кафедру. Тоді ж він був призначений на посаду голови Синодального відділу релігійної освіти та катехізації УПЦ МП.
17 листопада 2008 року синодальним рішенням він був призначений єпископом Макарівським, вікарієм Київської митрополії (Журнал засідання № 108) і узгодив відкриття Катехизаторсько-регентського духовного училища та іконописної школи у Київській єпархії, чиїм ректором був призначений єпископ Іларій (Журнал № 109).
23 грудня 2010 року постановлено створити при Синоді УПЦ МП Комітет із біоетики та етичних питань. Головою нового комітету призначений єпископ Макарівський Іларій. Також Синод доручив владиці Іларію управління новоствореним Макарівським вікаріатство Київської єпархії.
10 лютого 2011 року на засіданні Синод УПЦ МП звільнив Шишківського з посади голови Синодального відділу релігійної освіти та катехізації УПЦ МП.
27 березня 2011 року Шишківський був присутній на греко-католицькій літургії та інтронізації глави УГКЦ Святослава Шевчука, якому він передав привітання від митрополита Сабодана.
17 серпня 2015 року митрополит УПЦ МП Онуфрій надав Іларію сан архієпископа.

## Смерть та поховання
Помер 16 березня 2018 року після важкої хвороби. 17 березня похований в скиті Києво-Печерської Лаври на честь Печерської ікони Божої матері.